# Equador nos Jogos Olímpicos de Verão de 1984
O Equador competiu nos Jogos Olímpicos de Verão de 1984, realizados em Los Angeles, Estados Unidos.